# Leucaltis
Leucaltis é um gênero de esponja marinha da família Leucaltidae.

## Espécies
- Leucaltis bathybia Haeckel, 1872
- Leucaltis clathria Haeckel, 1872
- Leucaltis compressa (Dendy & Frederick, 1924)
- Leucaltis pumila (Bowerbank, 1866)
- Leucaltis tenuis Hozawa, 1929